# Rudolph Palme
Rudolph Palme (23. oktober 1834 — 8. januar 1909) var en tysk organist.
Palme blev organist i Magdeburg og skaffede sig et navn som virtuos på orgel og som komponist for dette instrument. Hans sonater, koralforspil, fantasier etc. har vundet betydelig udbredelse. Palme har også skrevet mandskor, åndelige sange for skole og kirke, m. m.